# The Sky
The Sky（ザ・スカイ）はアメリカ合衆国の天文雑誌。

## 概要・沿革
1935年から1941年まで刊行されていた天文愛好家向けの雑誌である。
1935年にニューヨークのAmateur Astronomers Association (AAA) によって刊行された月刊のザ・アマチュア・アストロノマーの後継誌として創刊。1941年にザ・テレスコープと合併してスカイ&テレスコープ誌となった。